# 야두 왕조
야두 왕조(산스크리트어: यदुवंश 야두밤사)는 힌두 신화에서 찬드라밤사의 생도 분파인 전설적인 야다바계 왕조이다. 왕조의 조상은 야야티 황제의 장남 야두였다.

## 전설

### 기원
힌두 문헌에서 야야티 왕은 그의 딸 데바 야니에게 불성실했기 때문에 조숙한 노년의 현자 슈크라에게 저주를 받았다. 마하바라타와 비슈누 푸라나에서 발견된 내러티브에 따르면, 야두는 아버지 야야티와 어린 시절을 교환하기를 거부했다. 그래서 그는 자신의 영토를 물려받지 못한 채 왕의 계승에서 제외되었다. 그는 찬드라밤사에서 제외되었다. 푸루가 그의 아버지에게 순종했기 때문에 야야티의 아들 중 막내인 푸루 왕의 왕조만이 소마밤사로 알려질 자격이 있다. 야두 왕은 야두의 미래 자녀가 야다바로 알려지고 왕조가 야두밤사로 알려질 것이라고 말했다.

### 주장된 혈통
힌두 문학에서 야다바 일족이 소멸했다고 명시되어 있음에도 불구하고 많은 역사적 일족이 이 왕조의 후손이라고 주장했다. 고대 인도 문학에 언급된 야다바 씨족 중에서 하이하야족은 야두의 장남인 사하스라지크, 그 외 체디족, 비다르바족, 사트바타족, 안다카족, 쿠쿠라족, 보자족, 브리슈니족 및 수라세나족은 야두의 차남인 크로슈투 또는 크로슈타의 후손으로 여겨진다.
여러 주요 푸라나의 밤사누차리타(계보) 섹션에서 야다바인들이 아라발리 지역, 구자라트, 나르마다 계곡, 북부 데칸 및 동부 갠지스 계곡에 퍼져 있다는 것을 추론할 수 있다. 마하바라타와 푸라나는 수많은 씨족으로 구성된 연합인 야다바들이 마투라 지역의 통치자였다고 언급한다. 마하바라타는 또한 마가다의 파우라바 통치자들과 아마도 쿠루족으로부터의 압력으로 인해 마투라에서 드바라카로의 야다바 이주를 언급한다.

### 야다바 동족상잔 내전
쿠루크셰트라 전쟁 몇 년 후 마하바라타의 마우살라 파르바(7.185-253)에 따르면 드바라카의 안다카-브리슈니 야다바 씨족은 동족상잔 전쟁으로 인해 파괴되었다. 발라라마와 크리슈나는 모두 이 전쟁 직후 사망했다. 나중에 크리타바르마의 아들은 므리티카바티의 통치자가되었고 유유다나의 손자는 사라스바티강 근처의 영토의 통치자가 되었다. 살아남은 나머지 야다바인들은 인드라프라스타로 피신했다. 크리슈나의 증손자 바즈라가 그들의 왕으로 즉위했다.
바즈라는 비슈누 푸라나에서 크리슈나의 증손자로 언급된다. 이 텍스트(IV.15.34-42)의 한 섹션에 따르면, 그는 아니룻다와 수바드라의 아들이었다. 그러나 다른 섹션(V.32.6-7)에 따르면 그는 아니룻다와 바나의 딸이자 마하발리의 손녀인 우샤의 아들이었다. 바후 (또는 프라티바후)는 그의 아들이었고 수차루는 그의 손자였다. 이 텍스트의 다른 곳(V.38.34)에서 그는 인드라프라스타 대신에 마투라에서 왕으로 즉위한 것으로 언급되었다.

## 같이 보기
- 찬드라밤사
- 야두
- 야다바
- 브리슈니
- 크리슈나